# Zino
Zino (oznaka {\displaystyle Z^{+}\,}, {\displaystyle Z^{-}\,}) je superpartner bozona Z. Je eden izmed gauginov, ki so domnevni superpartnerji umeritvenega polja, ki jih predvideva umeritvena teorija v kombinaciji s supersimetrijo. So fermioni. 
V Minimalnem supersimetričnem standardnem modelu so še gluino (superpartner gluona), bino (superpartner umeritvenega bozona, ki odgovarja šibkemu hipernaboju), fotino (superpartner fotona) in drugi.